# Franz Xaver Wirth (Politiker)
Franz Xaver Wirth (* 21. Januar 1845 in Münster (Lech); † 7. März 1913 in Villach) war ein österreichischer Großindustrieller, Handelskammerrat und Politiker.

## Leben
Wirth war der Sohn des Mühlen- und Gutsbesitzers in Münster Franz Xaver Wirth und dessen Ehefrau Josefa geborene Schwertschlag. Er war römisch-katholisch und heiratete 1874 Rosa Wieninger (* 6. August 1844; † 18. November 1906). Aus der Ehe gingen zwei Söhne, darunter Albert Wirth (1874–1957) hervor.
Wirth besuchte das Untergymnasium in Augsburg und danach die Bauingenieurabteilung des Polytechnikums in Zürich. Er war Angestellter und später Direktor einer Augsburger Maschinenfabrik. Im Jahr 1874 war er Gründer eines Dampfsägewerkes in Villach. Er erwarb den Gieselhof in St. Veit a. D. Glan und 1910 das Schloss Frauenstein. 1891 erfolgte die Gründung der Gesellschaft Carinthia (Schürfrechte in Oberkärnten). Von 1900 bis 1909 war er Vizepräsident der Handels- und Gewerbekammer Klagenfurt und von 1902 bis 1909 Mitglied des k.k. Staatseisenbahnrates.
Vom 29. September 1894 (gewählt in einer Nachwahl vom 29. September 1894 nach dem Tod von Kajetan Schnablegger) bis zum 1902 und erneut von 1906 (gewählt in einer Nachwahl vom 9. Juli 1906 nach dem Tod von Karl Hillinger Ritter von Traunwald) bis 1909 war er Abgeordneter im Kärntner Landtag. Im Landtag war er in der 
- VII. Wahlperiode von 1895 bis 1896 Mitglied des Bau- und des Eisenbahn-Ausschusses
- VIII. Wahlperiode von 1897 bis 1902 Mitglied des Bau-, des Eisenbahn- und des Versicherungsausschusses
- IX. Wahlperiode von 1906 bis 1909 Mitglied des Finanzausschusses

Er gehörte dem Klub DVP an.